# Difenilmetan
Difenilmetanul este un compus organic cu formula chimică (C6H5)2CH2. Din punct de vedere structural, este un derivat de metan în care doi atomi de hidrogen au fost substituiți de două grupe fenil (poate fi considerat și ca un rest fenil legat de un rest benzil).

## Obținere
Difenilmetanul se obține în urma unei reacții de alchilare Friedel-Crafts, care are loc între clorura de benzil și benzen, în prezența unui acid Lewis, precum clorura de aluminiu:
{\displaystyle {\ce {C6H5CH2Cl + C6H6 -> (C6H5)2CH2 + HCl}}}
Reacția poate evolua și cu formarea unor produși secundari de alchilare (dibenzilbenzen):

## Proprietăți chimice
Grupa metilenică din molecula de difenilemtan prezintă un caracter slab acid. Carbanionul care rezultă la acest nivel poate suferi o reacție de alchilare:
{\displaystyle {\ce {(C6H5)2CH2 + NaNH2 -> (C6H5)2CHNa + NH3}}}
{\displaystyle {\ce {(C6H5)2CHNa + RBr -> (C6H5)2CHNR + NaBr}}}